# Franz Ewald Bachmann
Franz Ewald Bachmann (ur. 21 czerwca 1856 w Lesznie, zm. 4 czerwca 1931 w Berlinie) – niemiecki lekarz, przyrodnik i podróżnik. 
Uczęszczał do szkoły średniej we Wrocławiu, a następnie w Würzburgu, gdzie podjął studia medyczne, kontynuując je na Uniwersytecie Wrocławskim i kończąc doktoratem na uniwersytecie w Würzburgu w 1880 oraz uzyskaniem w roku następnym uprawnień lekarskich. W 1883 wyjechał do południowej Afryki, gdzie do schyłku 1887 pracował jako lekarz w krainie Karru, a później w jednej z miejscowości leżącej na obszarze współczesnego dystryktu West Coast. W 1888 wziął udział w rocznej niemieckiej wyprawie badawczej na tereny obecnej Prowincji Przylądkowej Wschodniej. W 1894 powrócił do Niemiec i od 1896 był lekarzem powiatowym, najpierw w Ilfeld, od 1901 w Harburgu, a od 1917 do emerytury w 1921 w Hamm. W 1928 przeprowadził się do Berlina i zamieszkał w Charlottenburgu. W czasie pracy w Niemczech angażował się w propagowanie idei medycyny holistycznej, m.in. założył dwa towarzystwa medyczne i był redaktorem naczelnym czasopisma "Naturocultura – Nachrichtenblatt der Liga Psyko-Biologica (Naturopatica)". 
W 1894 zawarł związek małżeński z Anną z d. Fischer, mieli syna i córkę.
Od czasów gimnazjalnych, gdy mieszkał we Wrocławiu, interesował się przyrodą ożywioną, jeżdżąc po Dolnym Śląsku i zbierając owady, a zwłaszcza rośliny. Pasję tę kontynuował w Würzburgu, a następnie w Afryce, skąd przywiózł bogate zbiory, w tym zielniki. Osobiście ich nie publikował, natomiast zarówno znaleziska i kolekcje z Niemiec, jak i afrykańskie, włączono do zbiorów muzealnych. Stały się one przedmiotem badań i publikacji szeregu uczonych, a wiele odkrytych na podstawie okazów Bachmanna gatunków roślin nazwano jego nazwiskiem (np. Thunbergia bachmannii, Cnidium bachmannii). Uhonorowano go nazwą rodzaju roślin Bachmannia z rodziny kaparowatych.
Z pobytu w Afryce opublikował w 1899 artykuł etnograficzny w Zeitschr. f. Ethnolog. nt. ludu Khoikhoi „Die Hottentotten der Kapkolonie, ein ethnographisches Genre-Bild” oraz w 1901 opis swych przeżyć i obserwacji „Süd-Afrika – Reisen, Erlebnisse und Beobachtungen während eines sechsjährigen Aufenthaltes in der Kapkolonie, Natal und Pondoland”. 